# Krzywa Lissajous

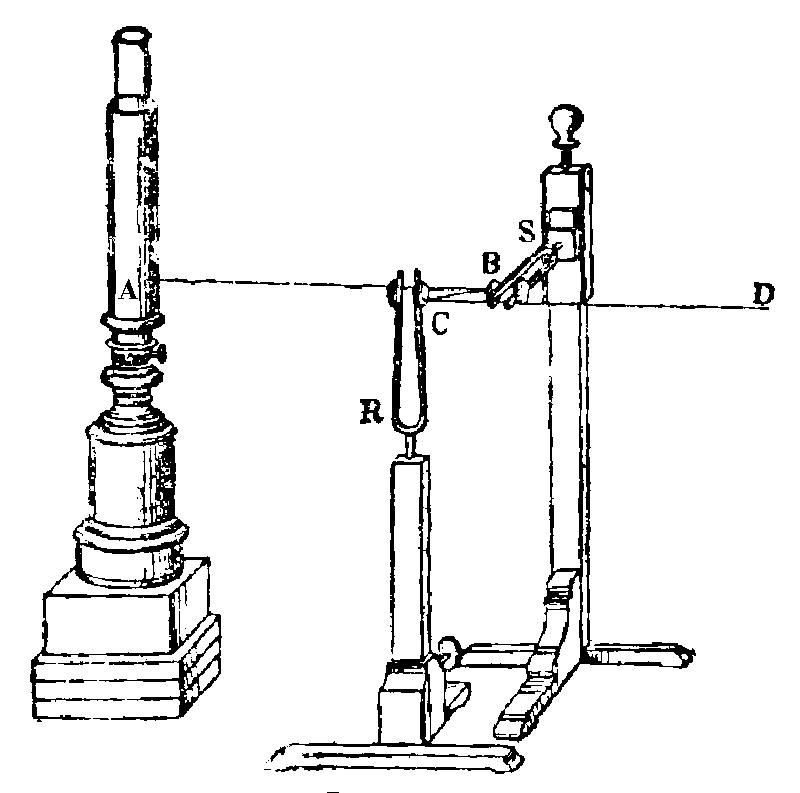
Doświadczenie Lissajous z kamertonami

Krzywa Lissajous, wym. [lisaʒu], figury Lissajous bądź Bowditcha – krzywa parametryczna wykreślona przez punkt materialny wykonujący drgania harmoniczne w dwóch wzajemnie prostopadłych kierunkach.
Dana jest równaniem parametrycznym:
{\displaystyle {\begin{cases}x(t)=A\sin(at+\delta )\\[2pt]y(t)=B\sin(bt)\end{cases}}}
Nazwy pochodzą od nazwisk Nathaniela Bowditcha, który opisał rodzinę tych krzywych w 1799, oraz Jules’a Antoine’a Lissajous, który badał je używając do tego drgających kamertonów z umocowanymi do nich zwierciadełkami.

## Rodzaje
Kształt krzywych jest szczególnie uzależniony od współczynnika {\displaystyle {\tfrac {a}{b}}.} Dla współczynnika równego 1, krzywa jest elipsą, ze specjalnymi przypadkami okrąg:
{\displaystyle A=B,\delta ={\tfrac {\pi }{2}}} (zob. pi i radian),
oraz odcinek:
{\displaystyle \delta =0.}
Inne wartości współczynnika dają bardziej złożone krzywe, które są zamknięte, tylko gdy {\displaystyle {\tfrac {a}{b}}} jest liczbą wymierną.

## Występowanie
Jedną z metod uzyskiwania krzywych Lissajous jest podanie na wejścia oscyloskopu, pracującego w trybie {\displaystyle XY,} dwóch sygnałów sinusoidalnych o częstotliwościach pozostających w stosunku {\displaystyle {\tfrac {a}{b}}.} Ciekawy efekt uzyskuje się również, gdy stosunek tych częstotliwości jest minimalnie różny od ilorazu dwóch niskich liczb naturalnych: dzięki płynnej zmianie fazy (parametru {\displaystyle \delta }) uzyskuje się iluzję trójwymiarowego obrotu krzywej. W najprostszym przypadku, gdy {\displaystyle a\approx b,} uzyskuje się efekt „obracającej się monety”.
Inną metodą jest wykorzystanie wahadła o specjalnej konstrukcji. Wahadło takie posiada dwie różne efektywne długości (w prostopadłych do siebie płaszczyznach), więc generuje drgania złożone.
Krzywe Lissajous są także czasem wykorzystywane w projektach graficznych jako element logo (np. w Australian Broadcasting Corporation).

## Przykłady
Poniżej zamieszczono przykłady krzywych Lissajous o parametrach {\displaystyle \delta ={\tfrac {\pi }{2}},} {\displaystyle a} – nieparzyste, {\displaystyle b} – parzyste, {\displaystyle |a-b|=1.}

a = 1, b = 2
a = 3, b = 2
a = 3, b = 4
a = 5, b = 4
a = 5, b = 6
a = 9, b = 8